# Dialekt buzecki

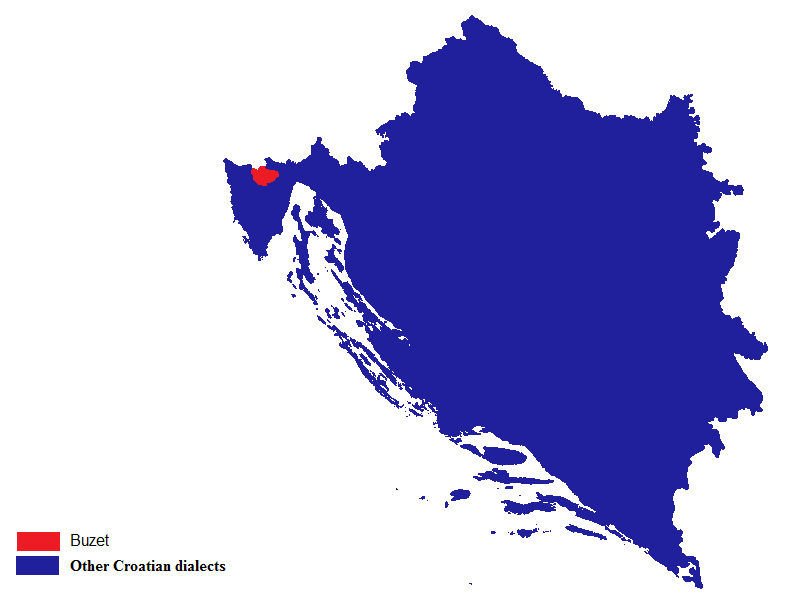
Położenie buzeckiego obszaru dialektalnego

Dialekt buzecki (serb.-chorw. buzetski dijalekt) — dialekt południowosłowiański należący do grupy dialektów czakawskich. Używany jest w okolicach miejscowości Buzet w północnej Istrii. Na północy gwary buzeckie graniczą z dialektami słoweńskimi i stanowią strefę przejściową pomiędzy czakawszczyzną, a grupą dialektów przymorskich języka słoweńskiego, do której były klasyfikowane przez słoweńskiego językoznawcę Frana Ramovša.
W obrębie dialektu buzeckiego wyróżnia się szereg gwar, które są bardzo zróżnicowane pod względem systemu samogłoskowego.

## Cechy językowe
Do cech charakterystycznych fonetyki dialektu buzeckiego, które wyróżniają go na tle innych dialektów czakawskich, należą:
- prasłowiańskie *ě (jać) o zróżnicowanych refleksach – np. w gwarach zachodnich pod akcentem przez wąskie ẹ /e/, np. brẹχ ‘pagórek’, vẹ́stε ‘wiecie’, jymẹ́ly ‘mieli’, a w pozycji nieakcentowanej przez szerokie y /ɨ/, np. zvyzdá[2] – ogólnie w gwarach buzeckich jać jest zachowany pod akcentem, a poza akcentem daje i / y[3],
- częste zaokrąglenie samogłoski *u do ü, np. č́ǘda ‘bardzo’, jǘtrε ‘jutro’, mühá ‘mucha’ lub ö, np. jö́ra ‘godzina’, nök ‘wnuk’[3],
- na miejscu sonantycznego *l̥ na ogół u, np. Xum ‘wzgórze’, vuk ‘wilk’, puš ‘ślimak’, duχ ‘dług’[3],
- szczególnie charakterystyczne przejście prasłowiańskiej samogłoski nosowej *ǫ w a, np. pápak ‘pępek’, želát ‘tłuszcz’, varnát ‘zwrócić’, ban ‘będę’, ɣasénica ‘gąsienica’[3], choć są też przykłady na *o, np. tóča ‘grad’, róka ‘ręka’[3],
- kontynuantem nosówki *ę jest na ogół e, np. piεt ‘pięć’, žέtva ‘żniwa’, z rzadkimi przykładami na a, np. zajík ‘język’, jáčmik ‘jęczmień’[3],
- jery często wokalizowały się także w pierwszej sylabie w pozycji słabej, np. kadẹ́ ‘gdzie’, málin ‘młyn’, máša ‘msza’ i dały na ogół a, np. stáza ‘ścieżka’, máɣla ‘mgła’, danás ‘dzisiaj’, choć są liczne przykłady na o, ε lub nawet dyftongiczne ua[4],
- prasłowiańskie *ť i *ď dały odpowiednio ť i j, np. máťaha ‘macocha’, rójen ‘urodzony’, zaś *šč i *žǯ dały oczekiwane šť i žj, np. išťέju ‘szukają’, móžjani ‘mózgowy’[4],
- miękkie ľ przeszło w j, np. bóje ‘lepiej’, jǘdi ‘ludzie’[4],
- końcowa grupa -st upraszcza się do -s, np. guos ‘gość’, jės ‘jeść’, šiεs ‘sześć’[4],
- spółgłoska -m na końcu słowa (w końcówkach fleksyjnych) przeszła w -n, np. ósan ‘osiem’, nósin ‘noszę’[4]
- zachowana jest grupa čr-, np. č́rn ‘czarny’, č́rf ‘robak’[4],
- szereg przemian w grupach spółgłoskowych, jak ct > st, np. ósta ‘octu’, pt > t, np. tiť ‘ptaszek’, dn > n, np. έna ‘jedna’, mr- > br- bravínac ‘mrówka’ albo asymilacje typu ramníca < ravnica ‘równina’, zέmńa < zemlja ‘ziemia’[5].

Do charakterystycznych cech morfologii gwar buzeckich zaliczają się:
- w miejscowniku liczby pojedynczej obok końcówki -ü, np. pu ledǘ ‘po lodzie’ też -ẹ, np. u luncẹ́ ‘w garncu’[6],
- w dopełniaczu liczby mnogiej rzeczowników najczęstsza jest końcówka zerowa, np. mǘχ ‘much’, dέset duan ‘dziesięć dni’, bądź też -i, np. ud urέχi ‘z orzechów’[6],
- bezokolicznik bez końcowego -i, np. viť ‘widzieć’, dẹ́lat ‘robić’, zemat ‘brać’[6],
- czas przyszły tworzony przy pomocy ťun, ťeš, … i bezokolicznika[6],
- czas przyszły II typu ban / buan, … + ł-imiesłów, np. en duan buaš šla ‘pewnego dnia pójdziesz’[6],
- brak aorystu i imperfektu[6].

W składni charakterystyczny jest biernik rodzaju żeńskiego równy mianownikowy (z powodu rozwoju fonetycznego), np. jǘdi suo dẹ́lali zέmńa ‘ludzie uprawiali ziemię’, w związku z czym również u rzeczowników żeńskich rozwinęła się kategoria żywotności, np. ali si vidí mujíe máme? ‘czy widziałeś moją mamę?’.